# Eric Liberge
Eric Liberge (31 augustus 1965) is een Franse striptekenaar.
In het Nederlandse taalgebied is hij bekend door twee stripreeksen, die bij Dupuis zijn uitgegeven: De kapers van Alcibiades en De heer Vastenavond van As. In 1999 ontving hij voor deze laatste strip de Prix Goscinny. In zijn werken staat het fantastische centraal. Op een slimme manier mengt hij zijn mysterieuze tekeningen met teksten. Dood, alchemie en parallelle werelden zijn terugkerende thema's en toont zijn passie voor esoterie.

## Biografie
Eric Liberge mocht als kind al graag tekenen. Hij maakt zijn debuut in de stripwereld in 1977 met publicaties in het fanzineblad De Glutton. Zijn werk viel op en in 1994 krijgt hij in Angoulême de prijs voor beste fanzine.
Als groot liefhebber van fantasy literatuur en beïnvloed door het grafische universum van Druillet begint Eric te werken aan zijn project De heer Vastenavond van As waarvan de pagina's in zwart-wit worden gepubliceerd in tijdschriften als PLG, Ogu en Golem. Het eerste deel wordt in 1998 uitgegeven door Creative Zone, een kleine uitgever. De volgende twee delen verschijnen bij uitgeverij Pointe Noire. Eric is opnieuw succesvol als hij in 1999 de Prix Goscinny wint voor het beste scenario. Bij Dupuis verschijnen zijn overige delen van De heer Vastenavond van As en worden de oudere delen opnieuw, ditmaal in kleur uitgebracht.
In 2011 maakt Eric Wotan, een strip met veel geweld dat zich afspeelt ten tijde van de Tweede Wereldoorlog.
Sinds 2012 werkt hij aan een trilogie, waarvan de verhalen zich afspelen op een kasteel in Versailles, op een script van Eric Adam en Didier Convard.
- Bibliothèque nationale de France: cb13337572n (data)
- Gemeinsame Normdatei: 1024251705
- International Standard Name Identifier: 0000 0003 6038 3413
- Library of Congress Control Number: no2010083223
- Nederlandse Thesaurus van Auteursnamen: 296443387
- Système universitaire de documentation: 03580209X
- Virtual International Authority File: 223771253
- WorldCat: E39PBJvxwdPD4wk3KVWKPDtBT3